# ジョゼフ・ライディ
ジョゼフ・ライディ（Joseph Leidy、1823年9月9日 - 1891年4月30日）は、アメリカの古生物学者である。
ペンシルベニア大学の解剖学の教授として働き、後にスウォスモア・カレッジの博物学の教授となった。著書、『ダコダとネブラスカの絶滅植物』（"Extinct Fauna of Dakota and Nebraska":1869年）はそれまで記載されていなかった多くの種や北米大陸の知られていなかった種についての記述が含まれる。

## 生涯

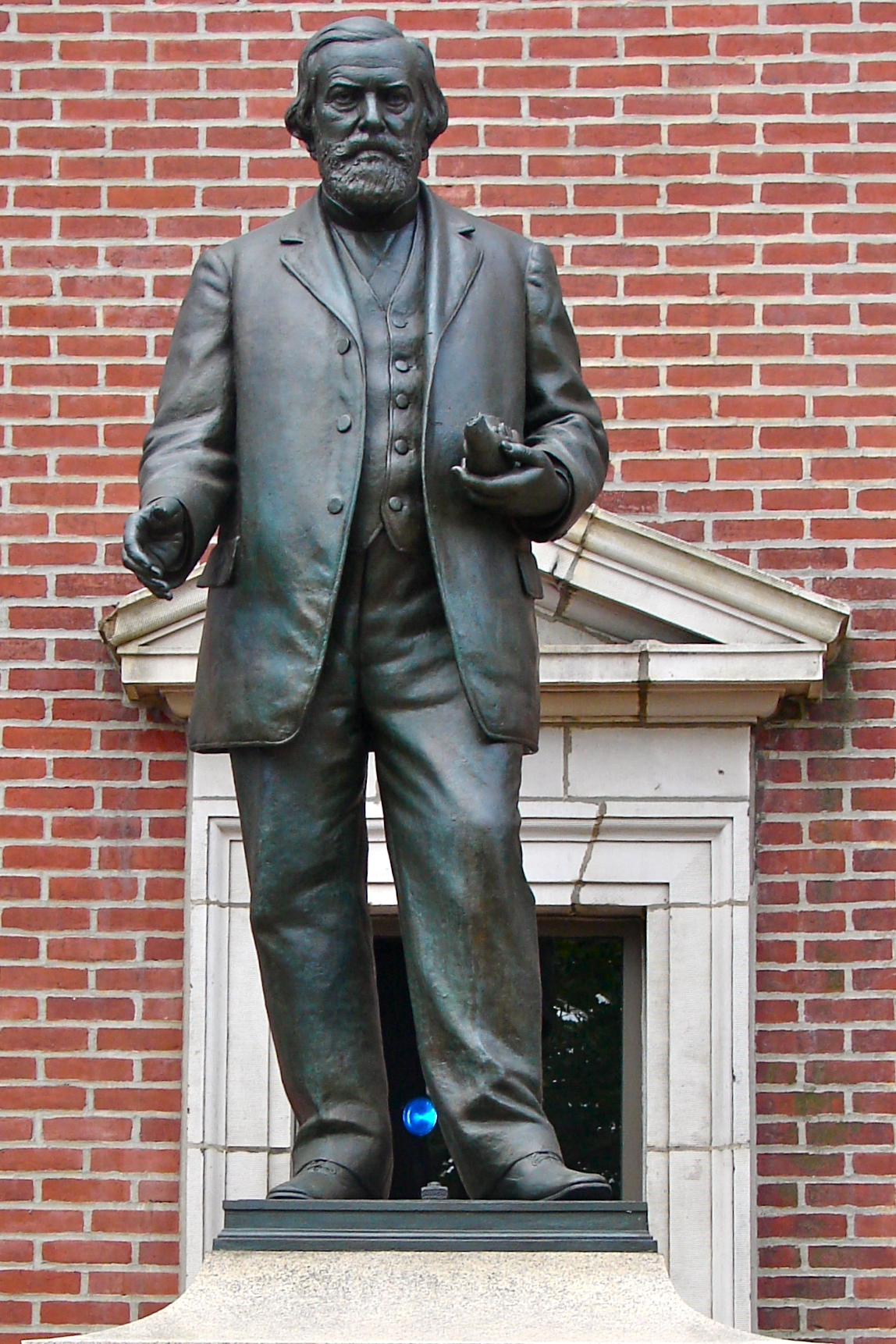
Samuel Murrayによるジョゼフ・ライディの像

ジョゼフ・ライディはフィラデルフィアのドイツ出身の家系に生まれ、父親のフィリップは帽子店を経営していた。継母の協力もあり、画家になって欲しいと願う父親の反対を押し切って、ペンシルベニア大学で医学を学び、1844年に学位を得た。解剖学を教える一方、1845年にフィラデルフィア自然史アカデミーの司書となり、1846年に学芸員となった。1945年からグールド (Augustus A. Gould) らの『北米の軟体動物』("North American mollusks") のための解剖と図版製作にかかわり、後に生物学に専念することになった。1853年からペンシルベニア大学の解剖学の教授、1884年から比較解剖学と動物学の教授を務めた。
ジョゼフは彼の仕事に興味を持ち機会があれば手伝ってくれていたアンナ・ハーデンと結婚した。彼らには子供がおらず、7歳の孤児の女子アルウィニアを養子として引き取った。後に彼女はペンシルベニア大学のフランクス教授の娘となった。

## 業績

### 古生物学
ニュージャージー州のハッドンフィールド (Haddonfield)、泥炭層からウィリアム・パーカー・フォーク (William Parker Foulke) によって、採掘された恐竜の化石を、ハドロサウルスと命名したことで知られる。ハドロサウルスは北アメリカでほぼ完全な四肢が発掘された最初の恐竜である。ライディは、初めて、この恐竜が二足歩行の姿勢をとることができると結論づけた 。その他に、ショートフェイスベア (Arctodus) やダイアウルフ (Canis dirus) やアメリカン・ライオン (Panthera leo atrox) なども記述した。アメリカの著名な化石収集家のエドワード・ドリンカー・コープはライディの弟子であったが、コープがエラスモサウルスの化石の復元に置いて犯した誤りをオスニエル・チャールズ・マーシュが指摘したことから始まった、コープとマーシュとの化石発見闘争は熾烈をきわめ、後にライディも自らが基礎を築いた西部アメリカの古生物学の分野から去ることになった。

### その他の業績
寄生虫学の分野でも先駆的な研究を行い、1846年に旋毛虫症が加熱が不十分な肉中の寄生虫によって引き起こされることを解明し、1879年に『北アメリカの淡水根足虫類』("Fresh-water Rhizopods of North America") を出版した。化石の他に、貴石も収集し、後にスミソニアン博物館にコレクションを寄付した。スミソニアン協会では鉱物学と地質学の講義も行った。犯罪捜査の分野で、顕微鏡を使った法医学鑑定を初めて行ったことでも知られる。容疑者の服や鉈についた血（容疑者は屠殺した鶏の血だと主張した）の赤血球を顕微鏡で観察し、人間の血であることを証明した。

## 著書
- On the Fossil Horses of America (1848)
- Flora and Fauna within Living Animals (1853)
- An Elementary Treatise on Human Anatomy (1861)
- Cretaceous Reptiles of the United States (1865)
- Extinct Fauna of Dakota and Nebraska (1869)
- Fresh-Water Rhizopods of North America (1879)